# Queen's Club Championships 2003
I Queen's Club Championships 2003 (conosciuti pure come Stella Artois Championships per motivi di sponsorizzazione) sono stati un torneo di tennis giocato sull'erba. È stata la 110ª edizione dei Queen's Club Championships e faceva parte della categoria International Series nell'ambito dell'ATP Tour 2003. Si è giocato al Queen's Club di Londra in Inghilterra, dal 9 al 15 giugno 2003.

## Campioni

### Singolare
Andy Roddick ha battuto in finale  Sébastien Grosjean con il punteggio di 6–3, 6–3.

### Doppio
Mark Knowles /  Daniel Nestor hanno battuto in finale  Mahesh Bhupathi /  Maks Mirny con il punteggio di 5–7, 6–4, 7–6(3).